# Grotta del Fossellone
La grotta del Fossellone è una grotta che si trova sul versante meridionale del Promontorio del Circeo, in zona "Quarto Caldo", a San Felice Circeo, in provincia di Latina, che deve la sua rilevanza al ritrovamento di reperti fossili riferibili all'uomo di neanderthal.

## Caratteristiche
La grotta deve il suo nome alla grande apertura circolare, ben visibile dal mare, dovuta al crollo parziale della volta ed è accessibile sia via mare che via terra, tramite un sentiero.
La cavità è costituita da un corpo centrale e da numerosi antri laterali.

## Gli scavi archeologici

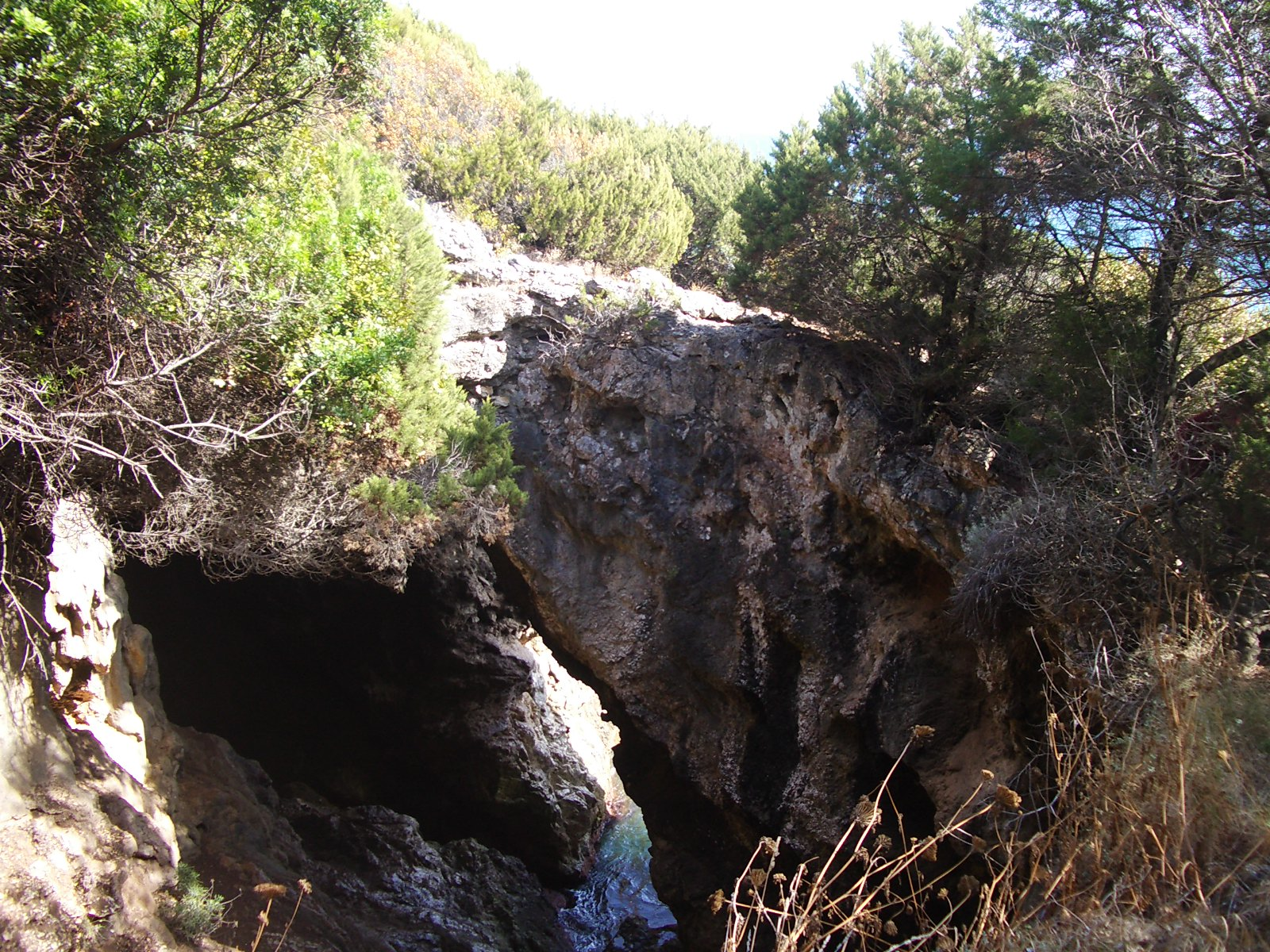
Grotta del Fossellone vista da terra

A seguito del ritrovamento, nel 1939, di un cranio di uomo di Neanderthal all'interno della vicina Grotta Guattari, il prof. Alberto Carlo Blanc decise di approfondire i suoi studi geologici ed archeologici sulle grotte del Circeo, concentrandosi in particolare sulla grotta del Fossellone. Coadiuvato da altri illustri studiosi, tra cui H. Obermaier e H. Breuil, egli iniziò gli scavi, che si rivelarono subito molto proficui, in quanto vennero ritrovati numerosi strumenti litici e fossili.
Dopo un periodo di inattività dovuto allo scoppio della guerra, nel 1947, iniziarono gli scavi veri e propri, a partire dai livelli superiori (1-11) fino a quelli inferiori (11-51). 
Nello strato più basso, a 14 metri di profondità, Blanc rinvenne il sedimento marino depositatosi durante l'interglaciale (130.000-120.000 anni fa), quando il mare invadeva completamente la grotta; nello strato sovrastante, invece, vi è un deposito continentale che ha permesso di rilevare sequenze archeologiche che vanno dal Paleolitico medio (Uomo di Neandertal), alla fine del Paleolitico superiore (Homo Sapiens) composto quest'ultimo da 51 strati (10 dei quali, alla base, privi di industria) che Blanc così raggruppò:
- Strati 41-23 (Paleolitico medio – tecnocomplesso Musteriano). Una datazione assoluta di questa sequenza, effettuata dal C.N.R. con il metodo della racemizzazione degli aminoacidi, ha dato circa 30.000 anni ad oggi, il che confermerebbe l'attribuzione di questo stadio alla fine del Wurm II o all'interstadio Wurm II-III (39.000-36.000 anni fa).
- Strato 21 (Paleolitico superiore iniziale – cultura Aurignaziana) separato dai livelli sottostanti da uno strato di argilla rossa sterile (22). A questo livello fu ritrovata abbondante quantità di manufatti litici e punte d'osso (o punte di zagaglie) che in tutta l'Europa occidentale contraddistinguono l'Aurignaziano, la cultura dei primi Sapiens migrati nel continente. Per questi motivi Blanc ritenne di proporre il nome di “pontiniano”, voce che dovrebbe pertanto indicare l'Aurignaziano su ciottoli dell'area pontina.
- Strati 19-1 con scarsi reperti del Paleolitico superiore medio-finale.

## Ritrovamenti
Alla base dei livelli contenenti industria del Paleolitico medio venne inoltre rinvenuto un frammento di mandibola neanderthaliana appartenuta ad un bambino di circa 10 anni.